# Marksburg

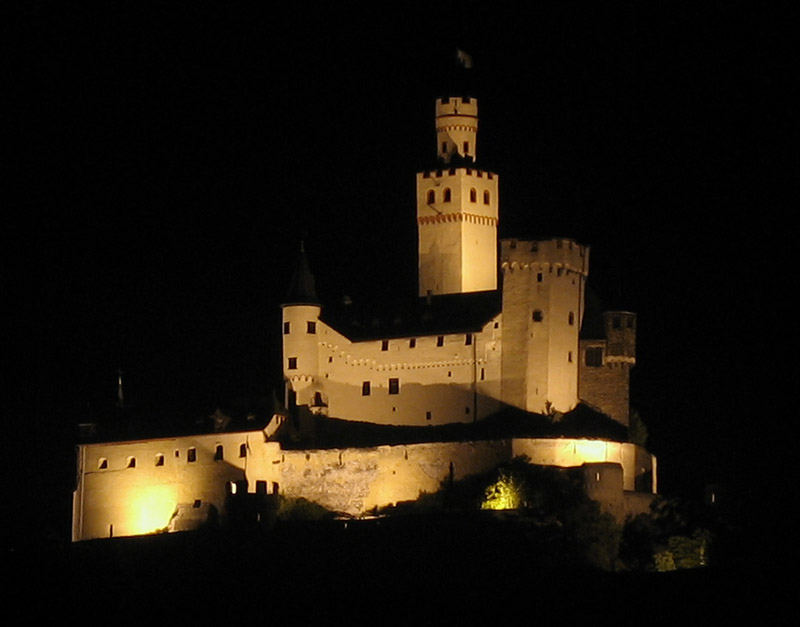
Widok na zamek w nocy

Marksburg – zamek w Niemczech w pobliżu miasta Braubach w powiecie Rhein-Lahn (Nadrenia-Palatynat) w dolinie środkowego Renu. Historyczna siedziba rodów von Eppstein, Katzenelnbogenów oraz książąt Nassau, istniejąca przed 1231 rokiem. Obecnie pełniąca funkcję muzeum warownia, dzięki swojej malowniczej architekturze i położeniu jest jedną z ważniejszych w Nadrenii atrakcji turystycznych. Wchodzi w skład doliny Środkowego Renu – wielkiego zespołu warownych zamków i rezydencji możnych świeckich i kościelnych, które usytuowane są pomiędzy Bonn a okolicami Bingen. Jeden z ważniejszych przykładów gotyckiej architektury w Niemczech.

## Dzieje
Położony na stromym wzgórzu zamek jest warownią o metryce sięgającej XII wieku. Po raz pierwszy o zamku wspominają źródła w 1231 roku, jednakże „castrenses” (od łac. castra = ufortyfikowany obóz) prawdopodobnie istniał już w 1219 roku. Od tegoż roku na terenach gdzie położona jest obecna warownia panował ród możnych von Eppstein.

### Pod egidą rodu von Eppstein
Pierwszym przedstawicielem tego rodu był palatyn Gerhard II, we wzmiance z 1219 znany jako Gerhard von Braubach. Z tego rodu pochodzili m.in. czterej arcybiskupi Moguncji sprawujący swój urząd do początku XIV stulecia. Jednocześnie byli elektorami Rzeszy; ich silny autorytet w sposób znaczący miał wpływ na ówczesnych królów Niemiec, wówczas tytułujących się królami rzymskimi. Z najstarszego zamku zachowały się jedynie relikty w podziemiach obecnej 40-metrowej wieży. Stopniowo z trzech stron została otoczona zabudowaniami o planie zbliżonym do trójkąta. Takie rozwiązanie przestrzenne było powszechne w budownictwie zamkowym doby Hohenstaufów. Spośród trzech skrzydeł najstarsze jest skrzydło północne powstałe w drugiej ćwierci XIII wieku za czasów panowania Gerharda II von Eppstein. Skrzydło to miało niegdyś pałacowy charakter, mieściło zarówno reprezentacyjne sale, jak i pomieszczenia o charakterze mieszkalnym. W górnej partii elewacji zewnętrznej zachowały się romańskie okna o parzystych arkadach. W czterokondygnacyjnej narożnej wieży mieści się kaplica.

### Czasy Katzelnbogenów
Jednakże w 1283 zamek Braubach przejęli grafowie z młodszej linii rodu Katzenelnbogen, pierwszym właścicielem był Eberhard I. Grafowie ze starszej linii tego rodu w tym czasie mieszkali w zamku Rheinfels koło Sankt Goar. Za panowania Johanna II (zm. 1357) rozpoczęto rozbudowę zamku w stylu gotyckim, z którego znaczna część zachowała się do dziś. Przebudowano najstarszy budynek zamku, który został umieszczony wewnątrz nieregularnego dziedzińca utworzonego przez rozbudowany system fortyfikacji z narożnymi basztami. W latach ok. 1350-1375 przekształcono wschodnią część zamku przez dodanie czworobocznego skrzydła (6 × 24 m.) z salami reprezentacyjnymi. Zewnętrzna strona otrzymała grube ściany z wewnętrznymi wnękami prowadzącymi do okien. Ponadto w zwieńczeniu elewacji dodano ganek ze stanowiskami strzelniczymi. Obronny charakter otrzymała także główna wieża. W XV wieku wzniesiono piekarnię, budynek o konstrukcji szkieletowej z narożną wieżą i sklepionymi piwnicami. Naroża głównego zamku zaakcentowano basztami. Od strony Renu powstały w XV wieku dodatkowe umocnienia tworzące wschodni dziedziniec.
W XV wieku warownia była kilkakrotnie przebudowana, zwłaszcza za panowania Johanna IV Katzenelnbogen (zm. 1444). Wcześniej, bo w 1437, grafowie przebudowali wczesnogotycką kaplicę. Zachowały się fragmenty oryginalne z XIII wieku, natomiast późnogotyckie sklepienie jest rezultatem XV-wiecznej odbudowy. Wewnątrz kryje fragmenty oryginalnej polichromii m.in. z przedstawieniem patrona kaplicy i zamku Św. Marka. Jej patrocinium stało się zalążkiem obecnej nazwy zamku, która jest źródłowo potwierdzona w XVI wieku.
W 1479 zamek przeszedł w ręce landgrafów heskiego przez małżeństwo Anny, wdowy po ostatnim z Katzenelbogenów z Henrykiem III Heskim.

### Panowanie landgrafów heskich i książąt Nassau
Czasy nowożytne były dla zamku okresem kolejnych przekształceń. Przyczyną było upowszechnienie artylerii, a co za tym, nowej sztuki fortyfikacyjnej. Za panowania Filipa Młodszego (zm. 1583), który był jednocześnie posiadaczem pobliskiego zamku Philippsburg, zamek Marksburg otrzymał nowoczesny system obwarowań. Dobudowano trzeci pierścień murów z kilkoma bastejami i bastionami oraz budynkiem prochowni. Na zewnątrz, po wewnętrznej stronie murowanych ganków, ustawiono artylerię tworzącą mała baterię oraz od strony północnej wielką baterię.
Następnie warownię otrzymał landgraf i wojskowy, Johann zwany Wojowniczym, który zaadaptował ją na własną rezydencję i silny punkt oporu, „sprawdzony” podczas wojny trzydziestoletniej. Po śmierci ostatniego landgrafa heskiego Filipa I zamek przeszedł w ręce książąt państwa Hesja-Darmstadt, a następnie księstwa Nassau.
Po pożarze w 1705, kiedy zamek uległ częściowym zniszczeniom, wzniesiono od strony zachodniej na miejscu dawnej piekarni prostokątny budynek pałacu z jego zapleczem. Natomiast dziedziniec od strony Renu przekształcono w barokowy ogród.

### XIX i XX wiek
Wiek XIX to okres gruntownych renowacji zamku. Podczas wojen napoleońskich w zamku, który ogłoszono twierdzą, po jego zdobyciu przez wojska francuskie mieściły się tu szpital dla inwalidów i więzienie, zlikwidowane dopiero w 1900 r. W tym samym roku zamek przeszedł w ręce państwa. Bezpośrednim opiekunem zamku zostało Niemieckie Stowarzyszenie Opieki nad Zamkami (Deutsche Burgenvereinigung, w skrócie DBV). Gruntowną konserwację, którą finansował m.in. król Wilhelm I Hohenzollern, przeprowadził znany architekt Bodo Ebhardt. Prace objęły m.in. odsłonięcie najstarszych części zamku. Zamek odzyskał średniowieczny charakter, w znaczący stopniu odnowiono wnętrza. U schyłku ostatniej wojny mieścił się tu skład amunicji wojsk amerykańskich, po 1945 r. zamek ponownie przejęło państwo. Budowlę zaadaptowano na cele muzealne. Ponadto mieści się tu biblioteka DVB licząca ponad 25 tys. woluminów. Wraz z doliną Renu zamek został wpisany na Listę Światowego Dziedzictwa UNESCO.

## Galeria

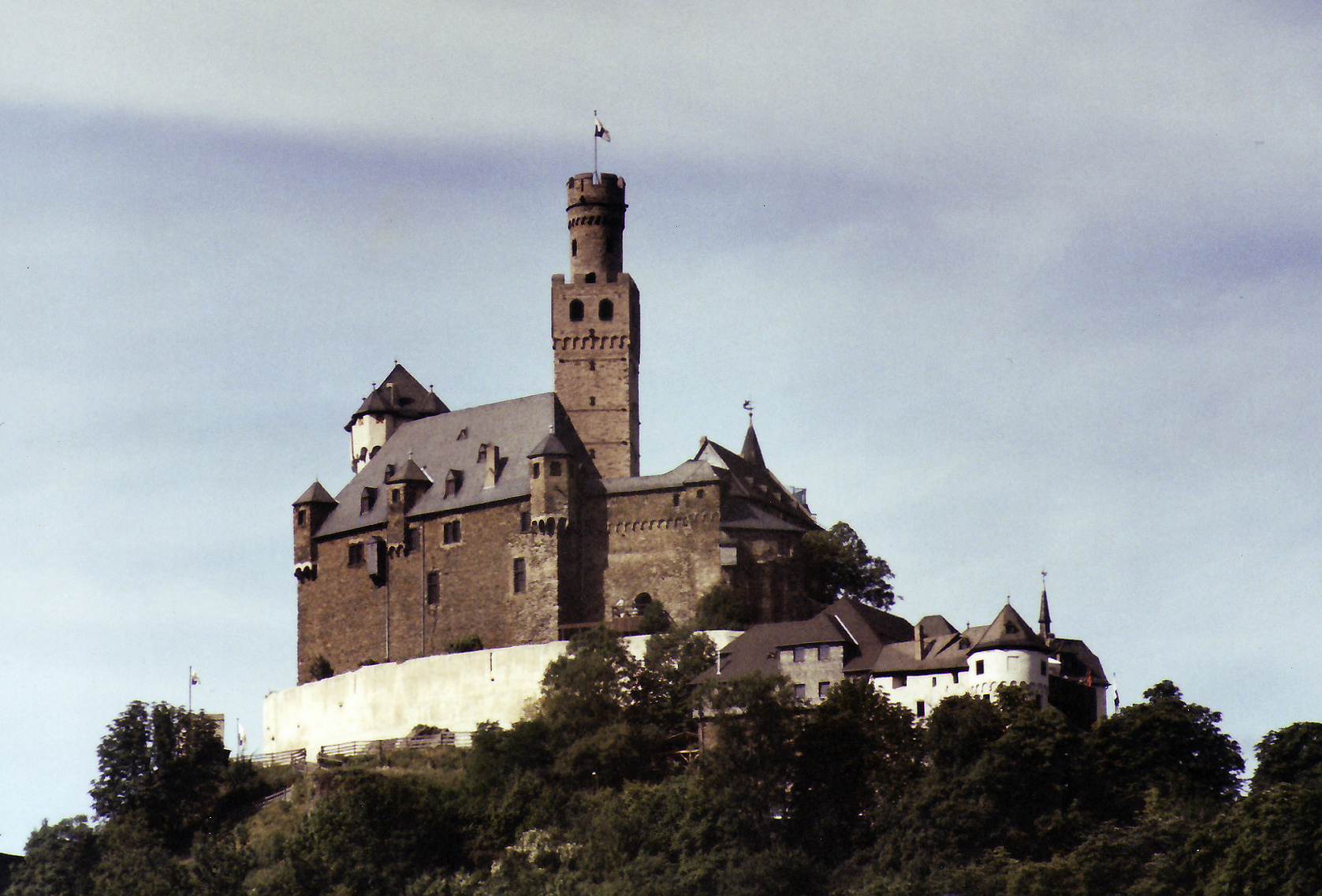
Widok zamku
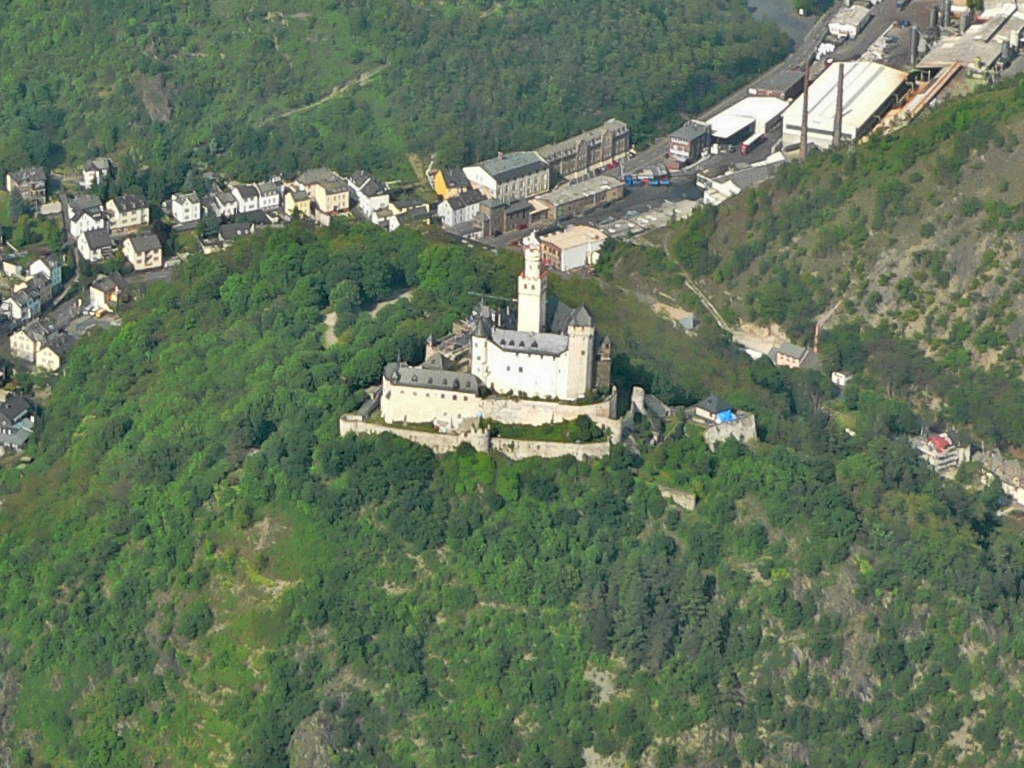
Widok na zamek z lotu ptaka
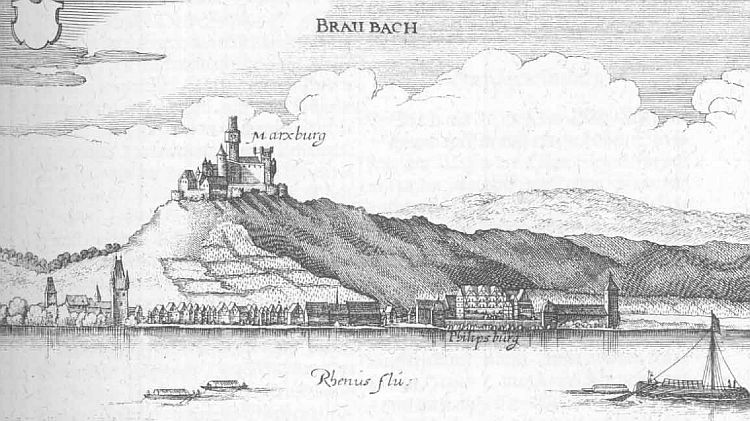
Widok na zamek według ryciny M. Meriana
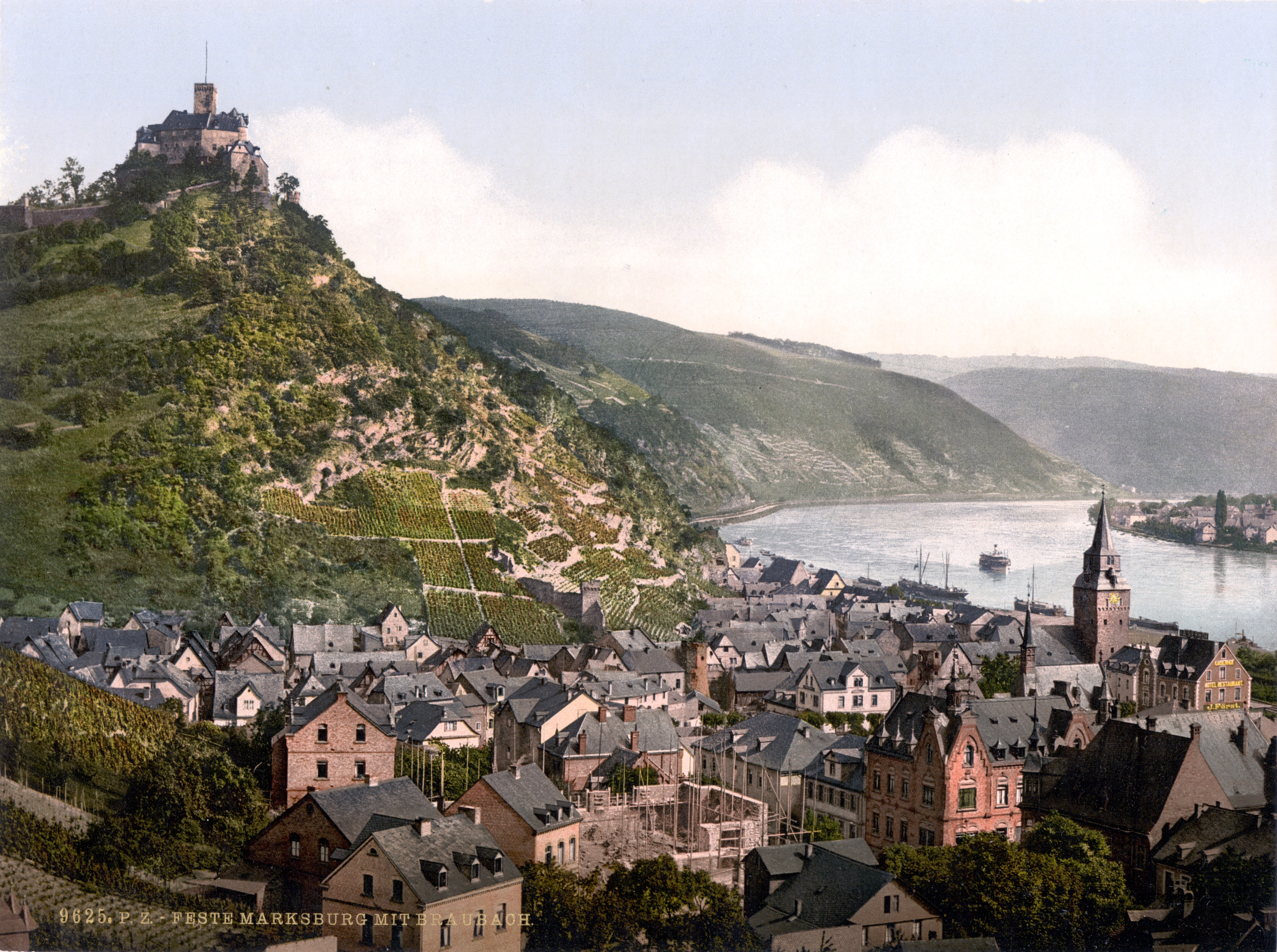
Widok na Braubach i wzgórze zamkowe
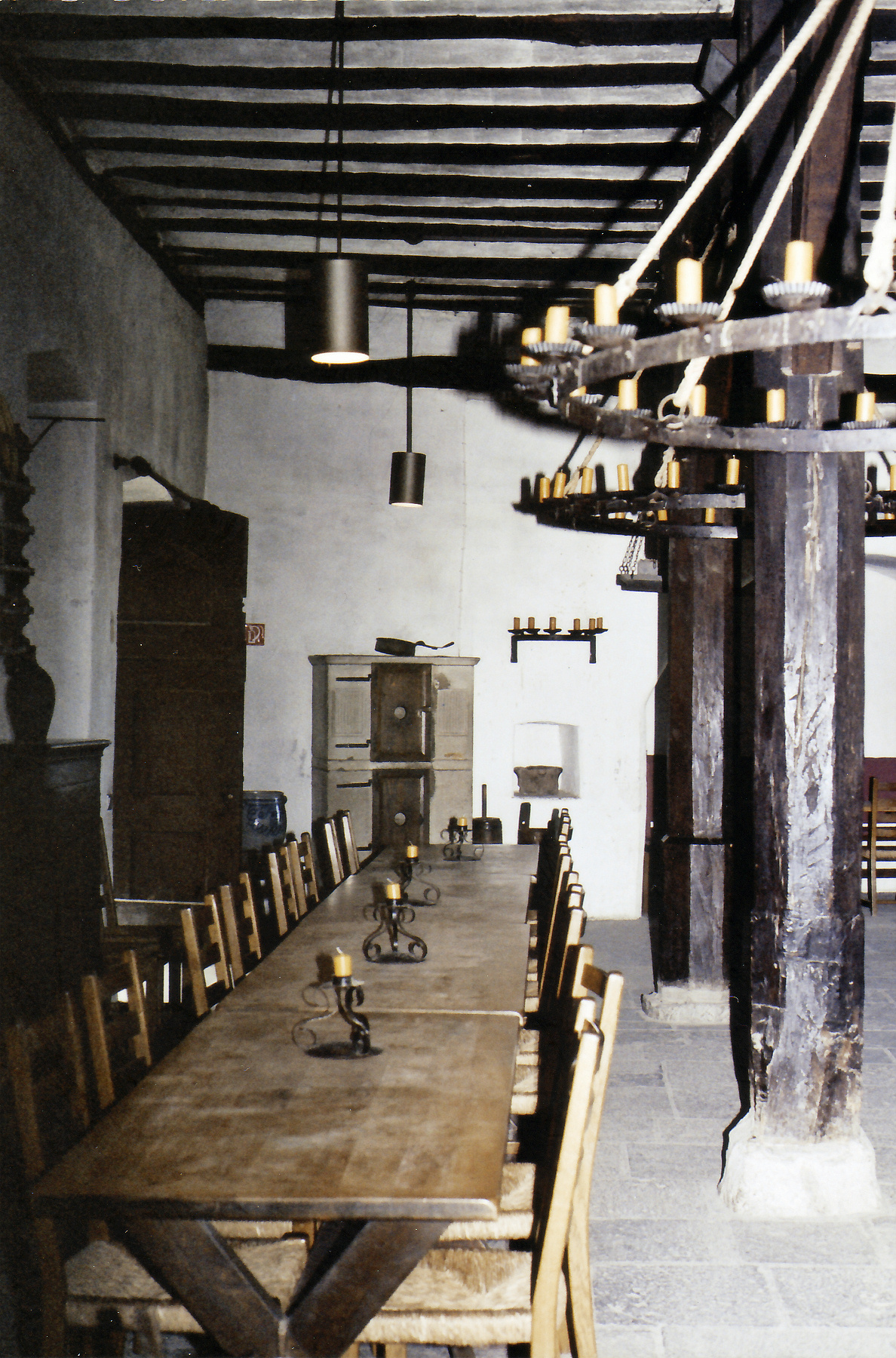
Kuchnia
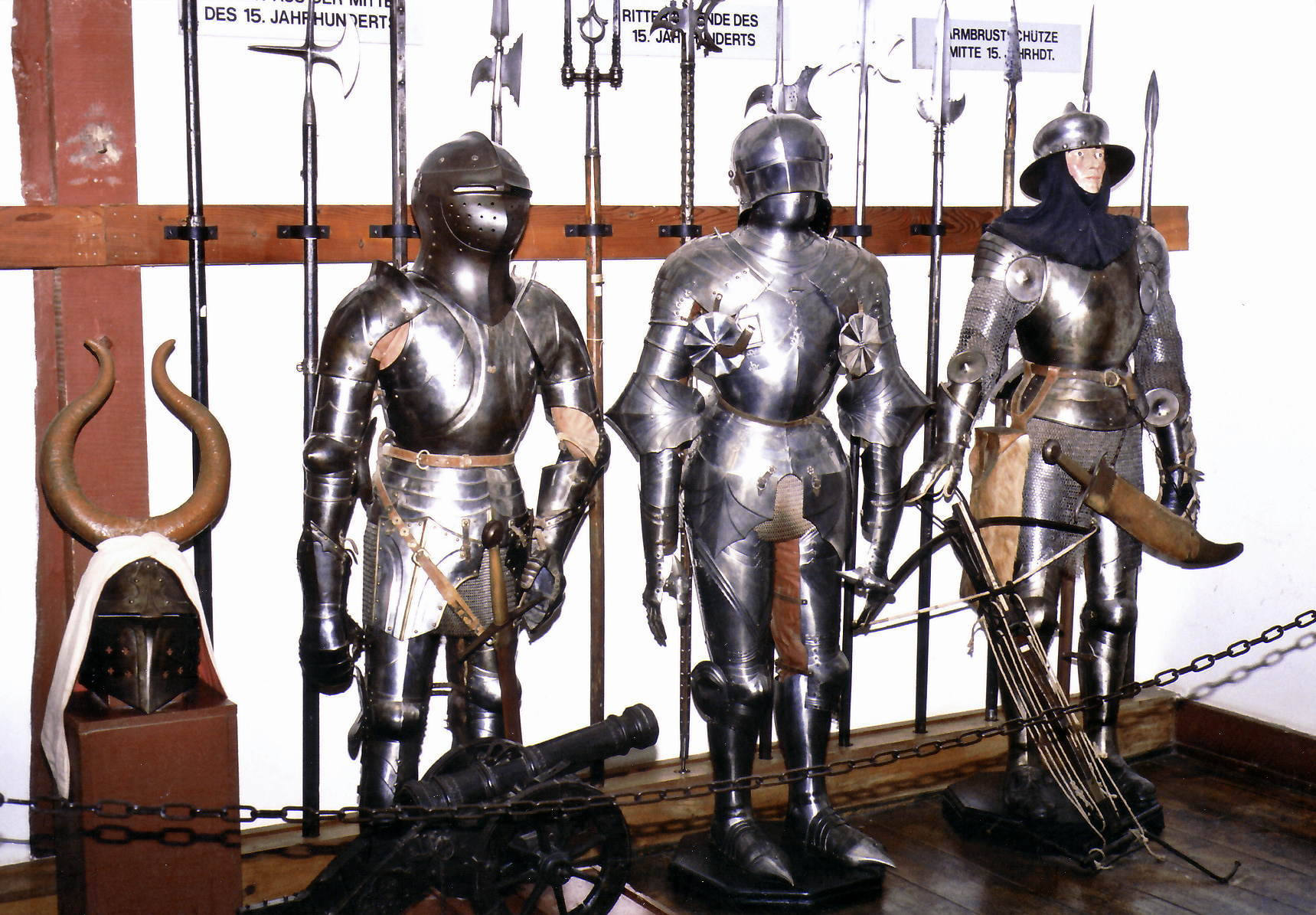
Kolekcja XV i XVI wiecznych zbroi
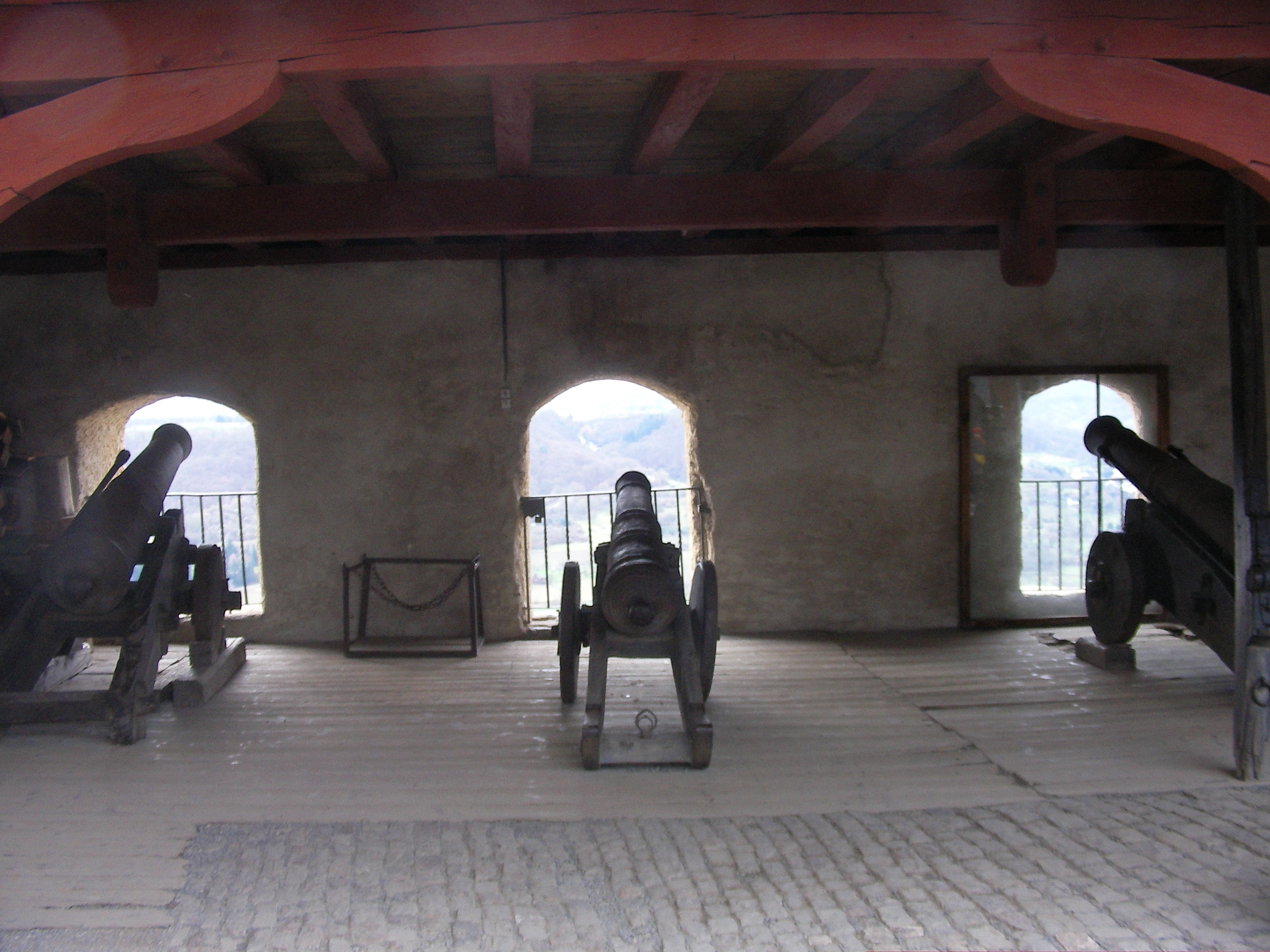
Kolekcja dawnej artylerii
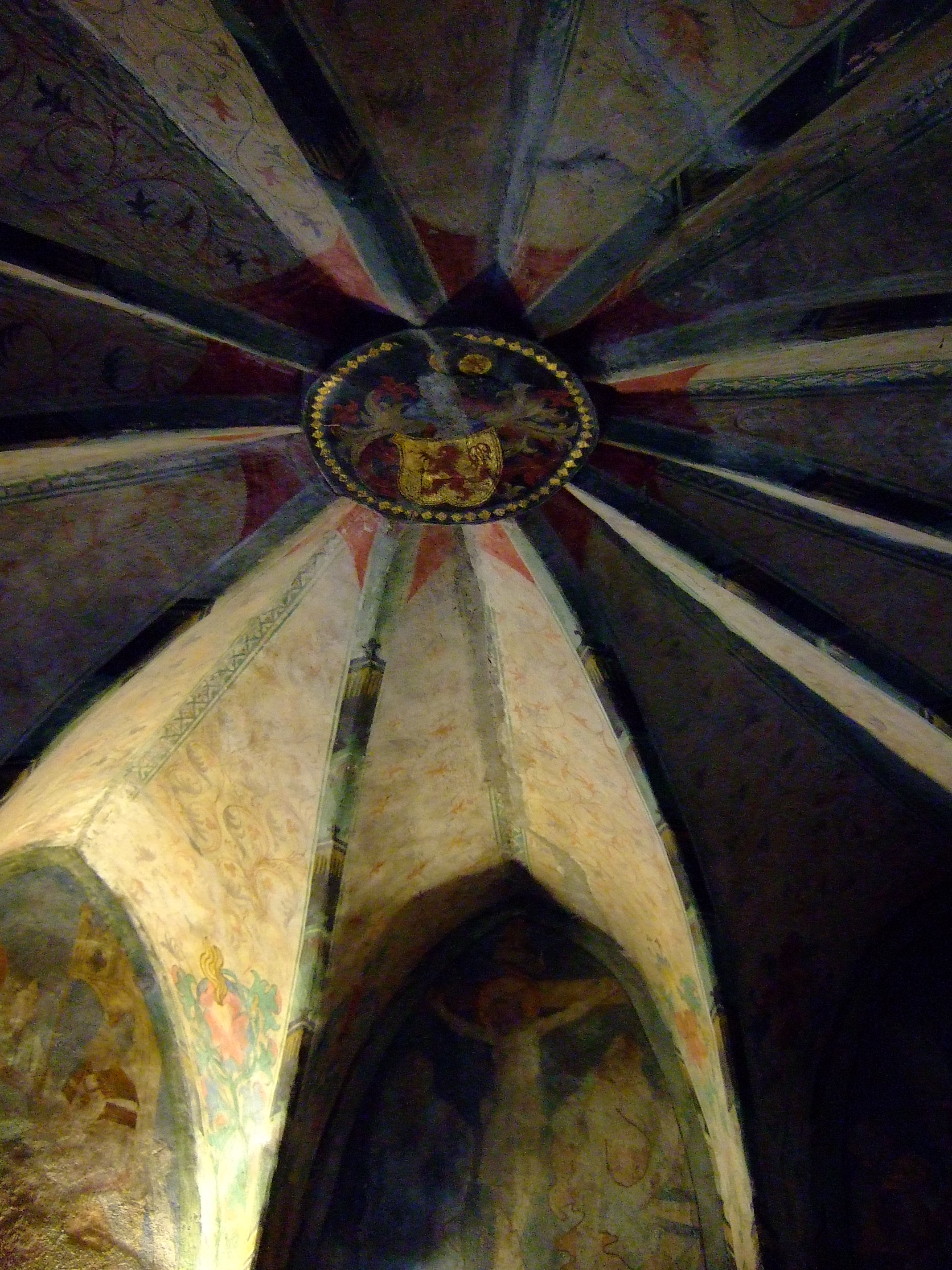
Fragment wnętrza kaplicy zamkowej